# Comtat d'Albany
|  | Per a altres significats, vegeu «comtat d'Albany (Nova York)». |

Albany (AFI /ˈɔːlbəni/ - /AWL|bə|nee /) és un comtat de l'estat de Wyoming (EUA) amb una població de 37.066 habitants, d'acord al cens dels Estats Units del 2020. La seu del comtat és a Laramie, que també allotja la seu de la Universitat de Wyoming. Pel sud fa frontera amb l'estat de Colorado. El comtat d'Albany comprèn l'àrea estadística micropolitana de Laramie, WY. És el cinquè comtat més poblat de Wyoming.

## Història
El comtat d'Albany fou organitzat el 1868 a partir d'un territori annexat al comtat de Laramie al territori de Dakota, que en aquell moment tenia jurisdicció sobre part de l'actual Wyoming. Esdevingué un comtat del territori de Wyoming quan es formà el govern estatal el 19 de maig del 1869.
Charles D. Bradley, membre de la legislatura del Territori de Dakota, anomenà el comtat per Albany, Nova York, la capital del seu estat natal. El 1875 la legislatura territorial de Wyoming va autoritzar l'annexió de parts del comtat d'Albany per a crear els comtats de Crook i Johnson, i el 1888 s'escindiren terres del comtat d'Albany per a la creació del comtat de Converse. El 1911 i el 1955 es modificaren els límits del comtat.

## Geografia
Segons l'Oficina del Cens el comtat té una superfície total de 4,309 milles quadrades (11,160 km2)  , de les quals 4,274 milles quadrades (11,070 km2) son  terra i 35 milles quadrades (91 km2)   (0,8%) son cobertes per les aigües.

### Comtats adjacents
- Comtat de Converse – nord
- Comtat de Platte  – nord-est
- Comtat de Laramie – est
- Comtat de Larimer (Colorado) – sud
- Comtat de Jackson (Colorado) – sud-oest
- Comtat de Carbon – oest
- Comtat de Natrona – nord-oest

### Entitats de població

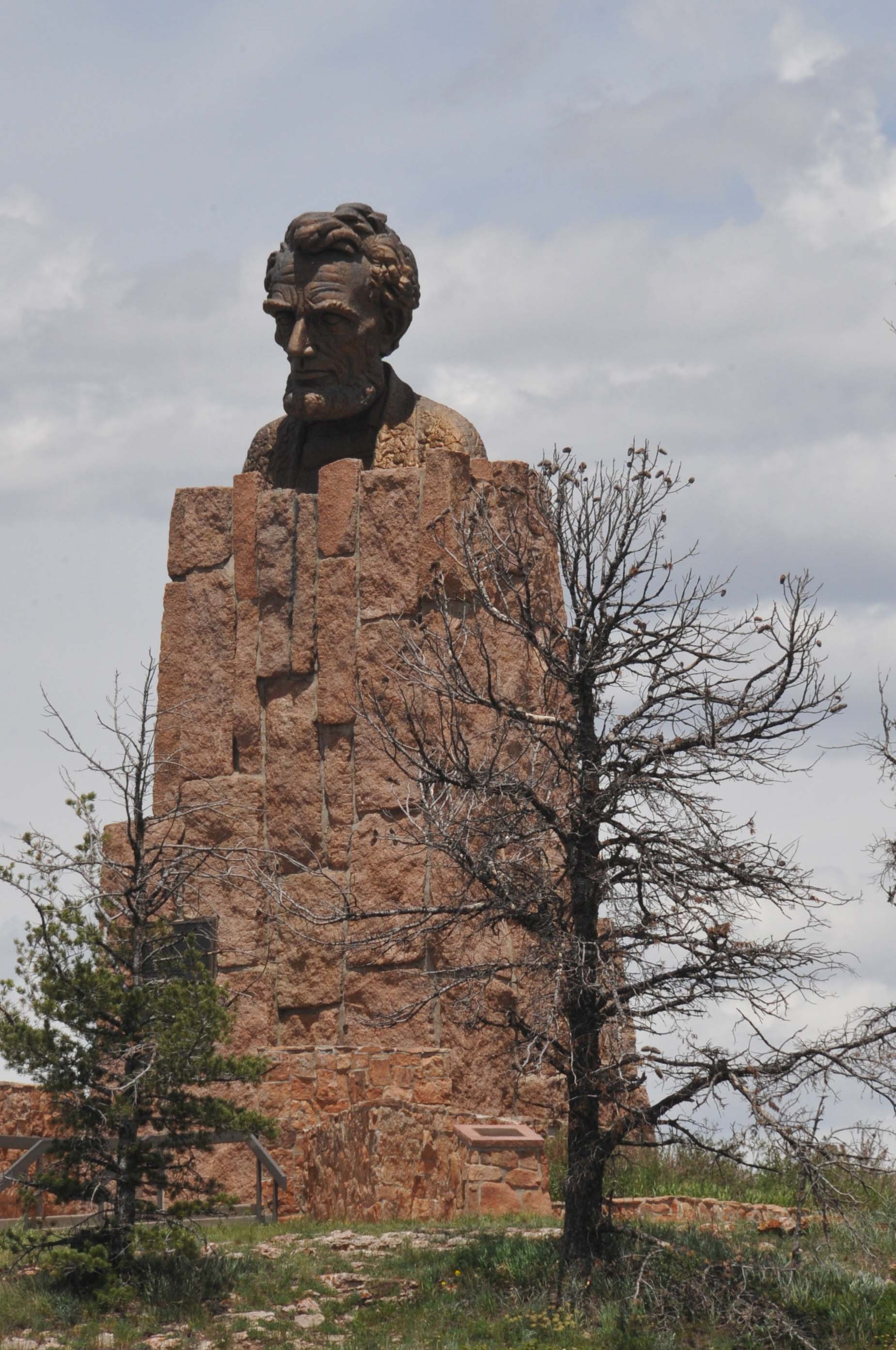
Monument a Lincoln prop de Laramie

Ciutat
- Laramie (seu del comtat)

Town
- Rock River

Comunitats no incorporades
- Barrett
- Binford
- Bosler
- Bosler Junction
- Buford
- Cooper Lake
- Dale Creek
- Deerwood
- Garrett
- Gramm
- Harmony
- Harper
- Hatton
- Hermosa
- Keystone
- Little Medicine
- Lookout
- Millbrook
- Mountain Home
- New Jelm
- Red Buttes
- Sherman
- The Buttes
- Tie Siding
- Toltec
- Wyocolo

Llocs designats pel cens
- Albany
- Centennial
- Fox Park
- Woods Landing-Jelm

### Demografia

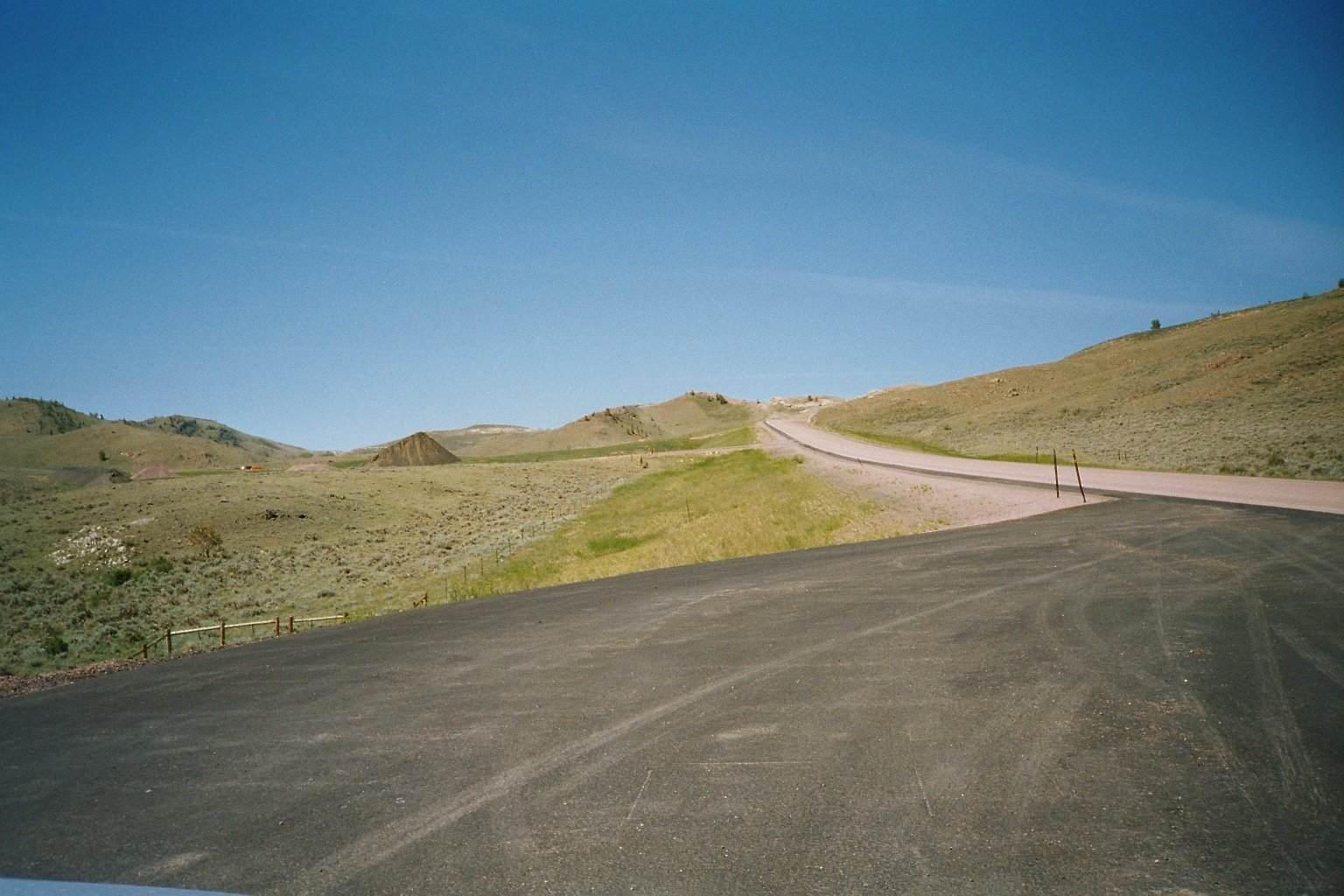
Morton Pass (SR34)

#### Cens del 2000
En el cens dels Estats Units del 2000 al comtat hi havia 32.014 persones, 13.269 llars i 7.006 famílies amb una densitat de 3,1 persones per km2 (8 hab./milla quadrada). Hi havia 15.215 habitatges amb una densitat mitjana d'1,5 habitatges/km2 (4 hab./milla quadrada). D'acord als criteris de raça i etnicitat en el cens dels Estats Units, la composició racial del comtat era d'un 91,32% de blancs, un 1,11% de negres o afroamericans, un 0,95% de nadius americans, un 1,7% d'asiàtics, un 0,06% d'illencs del Pacífic, 2,65% d'altres races i un 2,22% de dues o més races. El 7,49% de la població era hispana o llatina de qualsevol raça. El 24,4% eren d'ascendència alemanya, l'11,1% anglesa, el 10,2% irlandesa i el 6,1% nord-americana.
Dels 13.269 habitatges en un 23,9% hi vivien menors de 18 anys, en un 42,0% hi vivien parelles casades, en un 7,5% hi vivien dones solteres i un 47,2% no eren unitats familiars. En el 31,4% dels habitatges hi vivien persones soles el 6,2% de les quals eren persones de 65 anys o més. Els habitatges tenien una mitjana de 2,23 residents; i pel que fa als habitatges ocupats per famílies aquesta mitjana era de 2,84.
Pel que fa a les franges etàries la població del comtat un 18,4% de la població era menor de 18 anys, un 28,2% tenia entre 18 i 24, un 26,1% entre 25 i 44, un 19,1% entre 45 i 64 i un 8,3% de 65 anys o més. La mitjana d'edat era de 27 anys. Per cada 100 dones hi havia 106,7 homes; i per cada 100 dones de 18 o més anys hi havia 106,4 homes.
La renda mediana per habitatge era de 28.790 $ i la renda mediana per família de 44.334 $. Els homes tenien una renda mediana de 31.087 $ en comparació amb els 22.061 $ de les dones. La renda per capita del comtat era de 16.706 $. Aproximadament el 10,8% de les famílies i el 21,0% de la població estaven per davall del llindar de pobresa, incloent el 15,7% dels menors de 18 anys i el 8,8% dels de 65 anys o més es trobaven per sota del llindar de pobresa.

#### Cens del 2010
Segons el cens del 2010 al comtat hi havia 36.299 persones, 15.691 llars i 7.430 famílies. La densitat de població era de 3,3 persones/km² (8,5 persones per milla quadrada). Hi havia 17.939 habitatges amb una densitat mitjana d'1,6 habitatges/km² (4,2 habitatges per milla quadrada). El perfil racial del comtat era d'un 90,1% blanc, un 2,8% d'asiàtics, un 1,2% de negres o d'afroamericans, un 0,7% d'indis americans, 0,1% d'illencs del Pacífic, 2,4% d'altres races i un 2,7% de dues o més races. Els d'origen hispà o llatí representaven el 8,8% de la població. Pel que fa a l'ascendència, el 31,2% eren alemanys, el 15,3% irlandesos, el 12,5% anglesos i el 4,4% americans.
Dels 15.691 habitatges, en un 21,0% hi vivien menors de 18 anys, en un 36,9% hi vivien parelles casades, en un 6,7% dones solteres, un 52,6% no eren unitats familiars i en un 34,9% per habitatges només hi vivia una persona. De mitjana a cada habitatge hi vivien 2,17 persones; i pel que fa als habitatges ocupats per famílies aquesta mitjana era de 2,84. La mitjana d'edat era de 26,8 anys.
La renda mediana d'una llar del comtat era de 42.890 $ i la renda mediana d'una família de 70.054 $. Els homes tenien una renda mediana de 43.484 $ mentre que la de les dones era de 33.512 $. La renda per capita del comtat era de 25.622 $. Al voltant del 7,2% de les famílies i el 21,5% de la població estaven per davall del llindar de pobresa, incloent el 10,7% dels menors de 18 anys i el 6,6% dels 65 o més.

## Resultats electorals en les eleccions presidencials
Tot i que Wyoming, en conjunt, tendeix a ser sòlidament republicà, el comtat d'Albany és un comtat swing. És un dels únics tretze comtats que votaren per Barack Obama el 2008, Mitt Romney el 2012, Donald Trump el 2016 i Joe Biden el 2020 .  També és un referent nacional, només no ha donat suport el guanyador nacional en quatre ocasions (1892, 1960, 1976 i 2012).
Des de la dècada de 1990 el comtat d'Albany ha estat un dels pocs comtats competitius del Wyoming, fortament republicà. Laramie, seu de la Universitat de Wyoming, és sòlidament demòcrata, mentre que els suburbis de Laramie i les circumscripcions rurals del comtat exhibeixen un comportament electoral fortament republicà. Laramie agrupa aproximadament la meitat de la població del comtat; i els suburbis de Laramie i les circumscripcions rurals del comtat formen l'altra meitat. Per tant, els votants swing solen determinar el guanyador del comtat.

## Educació
El districte escolar 1 del comtat d'Albany cobreix la totalitat del comtat.